# 연산의 우선순위
수학 및 컴퓨터 프로그래밍에서 연산의 우선순위는 모호하게 해석가능한 수식에서 어느 연산을 먼저 계산할 것인가를 결정하는 규칙이다.

## 표준적인 연산의 우선순위
일반적으로 쓰여진 수식에서는 다음과 같은 우선순위를 따른다. 목록의 앞쪽에 있는 연산의 우선순위가 높다.
괄호안쪽의 수식
지수 및 근호
곱하기와 나누기
더하기와 빼기

### 예
괄호 안의 수식은 어떤 경우에서든지 우선순위가 가장 높다.
{\displaystyle 3\div (2-1)=3\div 1=3}
아래와 같은 수식의 경우 다음과 같이 계산된다.
{\displaystyle 2+3\times 4=2+12=14}
부호보다 지수가 먼저 계산된다.
{\displaystyle -3^{2}=-(3\times 3)=-9\neq (-3)^{2}=(-3)\times (-3)=9}
근호로 둘러싸인 수식은 먼저 계산한다.
{\displaystyle {\sqrt {3+1}}\times 2={\sqrt {4}}\times 2=2\times 2=4}
분수형태에 갇혀있는 수식은 먼저 계산한다.
{\displaystyle {\frac {4+2}{1+2}}+4={\frac {6}{3}}+4=2+4=6}
우선순위가 없는 연산은 앞에서부터 차례로 계산한다.
{\displaystyle 2\div 3\times 5={\frac {2}{3}}\times 5={\frac {10}{3}}}
지수위의 지수가 있는 경우, 위쪽에 있는 지수의 우선순위가 높다.
{\displaystyle 2^{3^{2}}=2^{9}=512\neq (2^{3})^{2}=64}

## 특수한 경우
시그마 기호의 경우는 가감보다 우선순위가 높지만 문맥에 따라 적절히 해석한다.
{\displaystyle \sum _{k=1}^{3}k^{2}+1}
이처럼 상수가 포함된 경우 괄호가 없으면 모호하다.
{\displaystyle 1^{2}+2^{2}+3^{2}+1\neq (1^{2}+1)+(2^{2}+1)+(3^{2}+1)}
그러므로 다음과 같이 괄호를 써 주는 것이 좋다.
{\displaystyle \sum _{k=1}^{3}(k^{2}+1)}
그러나 아래처럼 변수로만 구성된 경우에는 괄호가 없어도 모호하지 않으므로 쓰지 않는 경우도 있다.
{\displaystyle \sum _{k=1}^{3}k^{2}+k=(1^{2}+1)+(2^{2}+2)+(3^{2}+3)}

## 프로그래밍 언어
프로그래밍 언어는 각 언어마다 규율이 있다. 일반적인 C 언어의 경우 다음과 같은 우선순위를 따른다.
| 1  | () [] -> . ::                        | Grouping, scope, array/member access           |
| 2  | ! ~ - + * & sizeof type cast ++x --x | (most) unary operations, sizeof and type casts |
| 3  | * / %                                | Multiplication, division, modulo               |
| 4  | + -                                  | Addition and subtraction                       |
| 5  | << >>                                | Bitwise shift left and right                   |
| 6  | < <= > >=                            | Comparisons: less-than, ...                    |
| 7  | == !=                                | Comparisons: equal and not equal               |
| 8  | &                                    | Bitwise AND                                    |
| 9  | ^                                    | Bitwise exclusive OR                           |
| 10 | \|                                   | Bitwise inclusive (normal) OR                  |
| 11 | &&                                   | Logical AND                                    |
| 12 | \|\|                                 | Logical OR                                     |
| 13 | ?:                                   | Conditional expression (ternary operator)      |
| 14 | = += -= *= /= %= &= \|= ^= <<= >>=   | Assignment operators                           |
| 15 | ,                                    | Comma operator                                 |

## 같이 보기
- 하이퍼 연산
- 논리 연산
- 연산자 오버로딩
- 폴란드 표기법
- 역폴란드 표기법